# Paula Guilló
Paula Guilló Sempere (Elche, 6 luglio 1989) è una modella spagnola, eletta Miss Spagna nel 2010.

## Biografia
È stata decretata vincitrice del concorso Miss Spagna il 25 settembre 2010 durante l'evento che si è tenuto presso la Piazza del Municipio di Toledo, in Spagna. Grazie alla vittoria del titolo, la Guilló ha avuto la possibilità di partecipare a Miss Universo 2011.
Guilló ha ricevuto la corona da María José Ulla, Miss Spagna 1964, interrompendo la tradizione di essere incoronate della detentrice del titolo uscente, in questo caso Estíbaliz Pereira, Miss Spagna 2009.